# دفتر طراحی لوچ
دفتر طراحی لوچ (اوکراینی: Державне Київське конструкторське бюро «Луч» / انگلیسی: Luch Design Bureau) واقع در کی‌یف پایتخت اوکراین، یک توسعه‌دهنده اصلی قطعات برای صنایع دفاعی در اوکراین است. این شرکت با شرکت هلدینگ Artem که همچنین در کی‌یف قرار دارد، همکاری نزدیکی دارد. Artem سازنده اصلی مدل‌های توسعه یافته توسط دفتر طراحی لوچ است. این شرکت برای اولین بار در اوکراین در سال ۱۹۶۵ تأسیس شد و به سرعت به یک توسعه‌دهنده پیشرو در اتحاد جماهیر شوروی در سیستم‌های کنترل خودکار و سیستم‌های تشخیصی در مهندسی هوانوردی تبدیل شد.